# 穂波温泉
穂波温泉（ほなみおんせん）は、長野県下高井郡山ノ内町の湯田中渋温泉郷にある温泉。

## 泉質
- 塩化物泉、単純温泉、含石膏食塩泉
  - 泉温　60〜97℃

## 温泉街
湯田中温泉の夜間瀬川の南岸に、温泉街が広がる。
旅館は8軒、共同浴場は3軒（「元湯」、「大湯」、「西湯」）存在する。
温泉街とはいえ、住宅街の一角に旅館や共同浴場が紛れ込んでいる。共同浴場は市民専用である（しかし、当地にある旅館に宿泊すれば、利用できる）。

## 歴史
- 1925年（大正14年）、開湯。昭和初期より、旅館が立ち並ぶようになる。

## アクセス
- 長野電鉄長野線湯田中駅より、徒歩8分。
- 上信越自動車道・信州中野インターチェンジより、車で20分。